# 1458

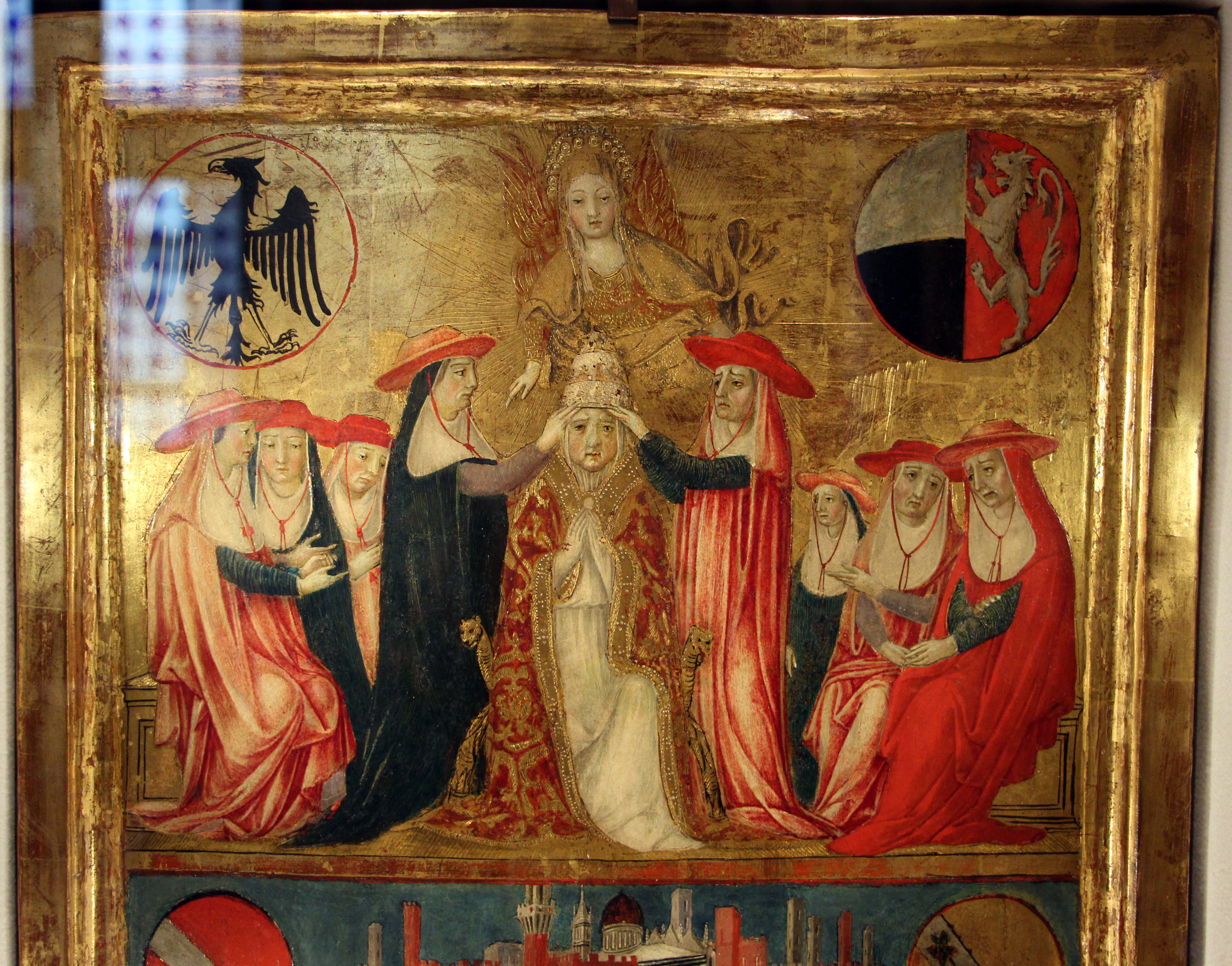
Pius II tot paus gekroond

Het jaar 1458 is het 58e jaar in de 15e eeuw volgens de christelijke jaartelling.

## Gebeurtenissen
februari
- 27 - De Hussiet Jiri van Podiebrad wordt gekozen tot koning van Bohemen en markgraaf van Moravië als opvolger van Ladislaus Posthumus

mei
- 2 - Johan IV van Monferrato huwt Margaretha van Savoye.

juni
- 20 - Na een beleg van drie dagen geeft de stad Utrecht zich over aan de Bourgondiërs. Einde van de Utrechtse Oorlog

augustus
- 16tot 19 - Conclaaf van 1458: Pius II wordt tot paus gekozen.

oktober
- 7 - Charlotte van Cyprus huwt Lodewijk van Genève.

zonder datum
- Begin van de Zuid-Duitse Vorstenoorlog tussen vorsten van een groot deel van Zuid-Duitsland.
- De Ottomanen veroveren het hertogdom Athene.
- De Russisch-Orthodoxe Kerk maakt zich (weer) los van de Rooms-Katholieke Kerk. Metropoliet Isidorus van Kiev wordt gevangen gezet.
- Matthias Corvinus richt het Zwarte Leger op, het eerste staande leger in Europa.
- In Friesland breekt de Donia-oorlog uit, een deel van de strijd tussen Schieringers en Vetkopers.
- Diogo Gomes bereikt Kaap Palmas (Guinee-Bissau).
- Leopold van Leuchtenberg herenigd het landgraafschap.
- Het graafschap Hanau wordt verdeeld. Graaf Filips I de Jongere behoudt Hanau-Münzenberg, Filips I de Oudere krijgt Hanau-Lichtenberg.

## Kunst

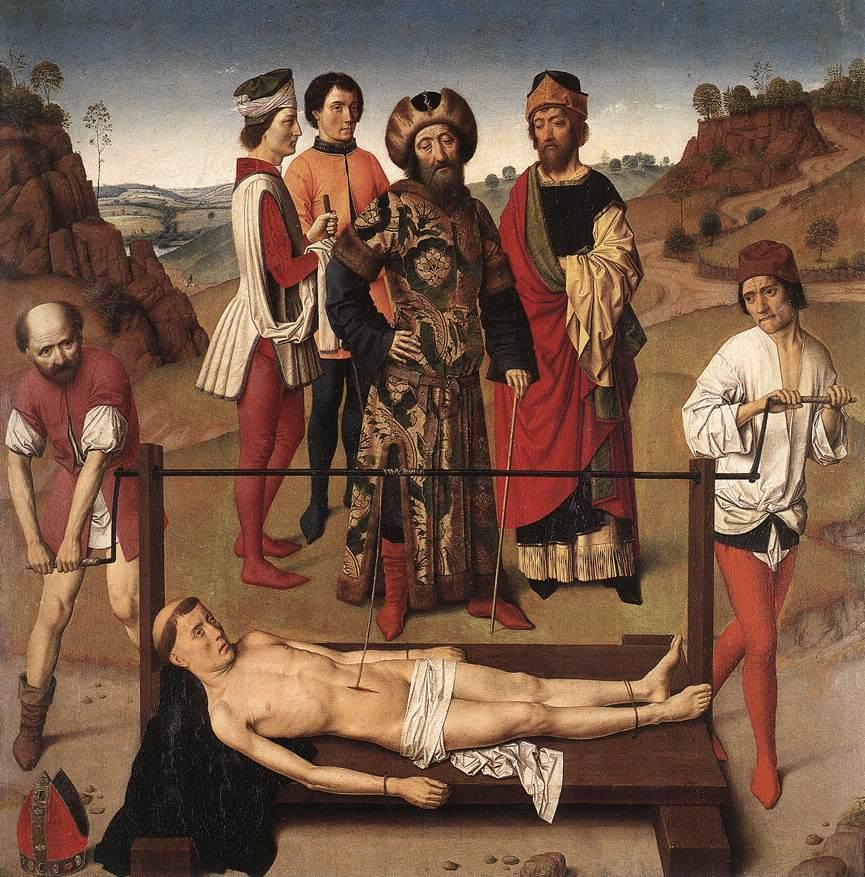
Dirk Bouts: Het martelaarschap van de heilige Erasmus (middenpaneel)
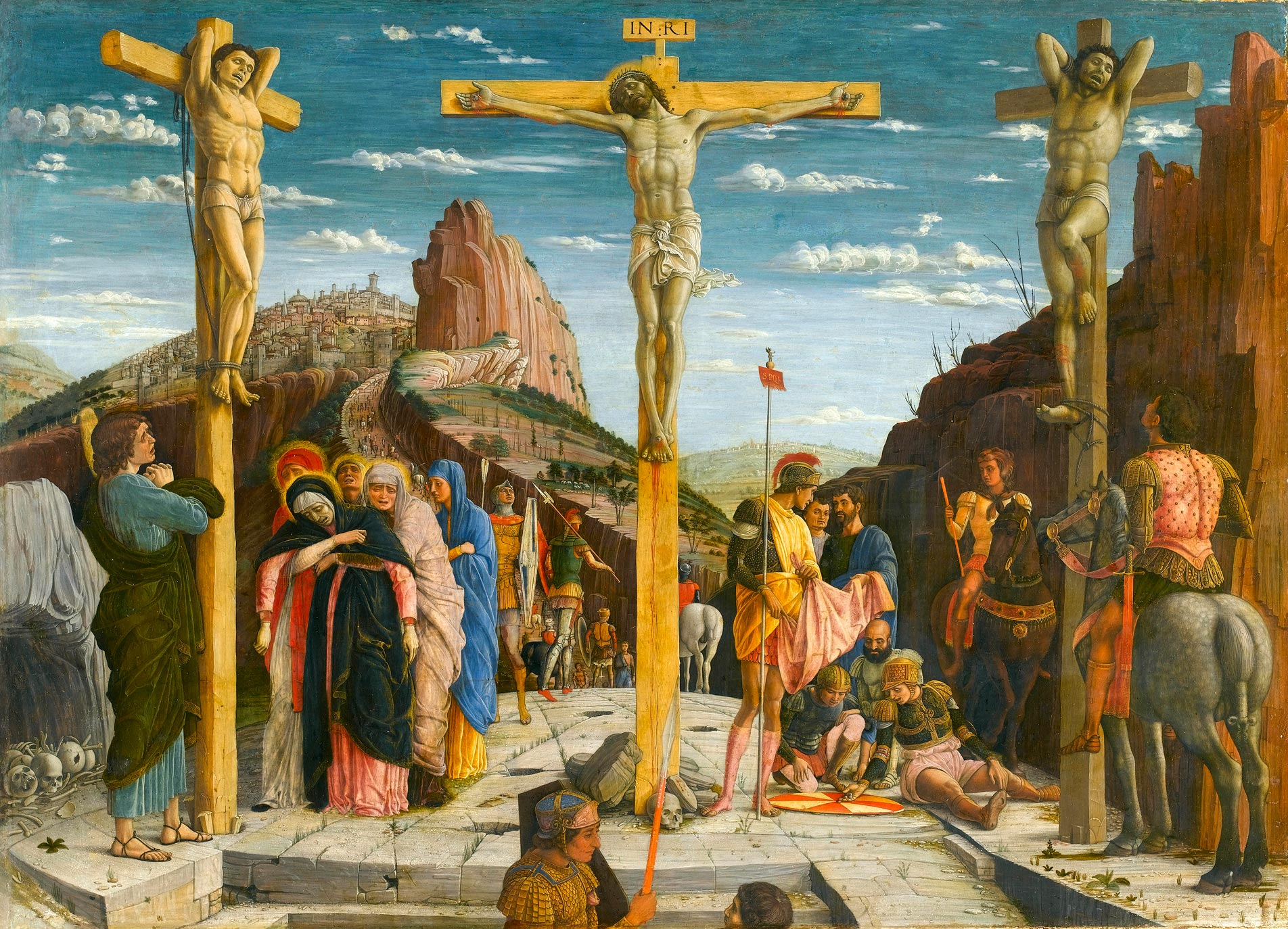
Andrea Mantegna: De kruisiging (onderdeel van het San Zeno altaar)

## Opvolging
- Aragon, Sicilië en Sardinië - Alfons V opgevolgd door zijn broer Johan II
- Aumale en Elbeuf - Maria van Aumale opgevolgd door haar zoon Jan VIII van Harcourt
- Bretagne - Arthur III opgevolgd door zijn neef Frans II
- Generalitat de Catalunya - Nicolau Pujades opgevolgd door Antoni Pere Ferrer
- patriarch van Constantinopel - Gennadius II Scholarius als opvolger van Isidorius II Xanthopoulos
- Cyprus - Jan II opgevolgd door zijn dochter Charlotte
- Hessen - Na de dood van Lodewijk I verdeeld onder zijn zoons Lodewijk II (Neder-Hessen) en Hendrik III (Opper-Hessen)
- Hongarije (24 januari) - Matthias Corvinus als opvolger van Ladislaus Posthumus
- Monaco - Claudine opgevolgd door haar beoogd echtgenoot Lambert
- Münster - Hendrik II van Moers opgevolgd door Johan van Palts-Simmern
- Napels - Alfons V van Aragon opgevolgd door zijn onechte zoon Ferdinand I
- paus - Calixtus III opgevolgd door Enea Silvio Piccolomini als Pius II
- Raška (Servië) - Lazar Branković opgevolgd door Stefan Branković
- Rieux en Harcourt - Frans opgevolgd door zijn zoon Jan IV
- Vaudémont en Joinville - Anton opgevolgd door zijn zoon Ferry II

## Afbeeldingen

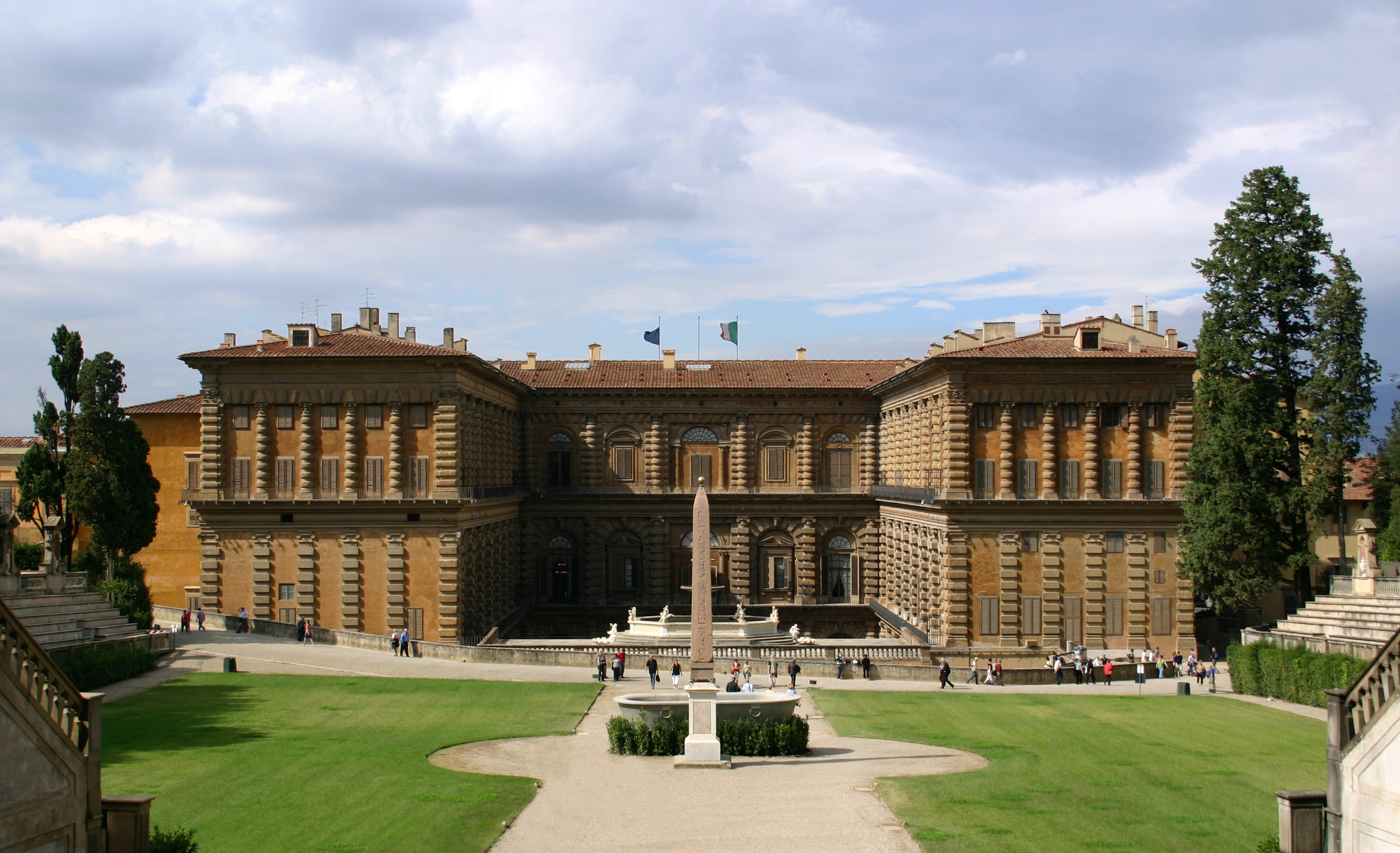
Palazzo Pitti, Florence
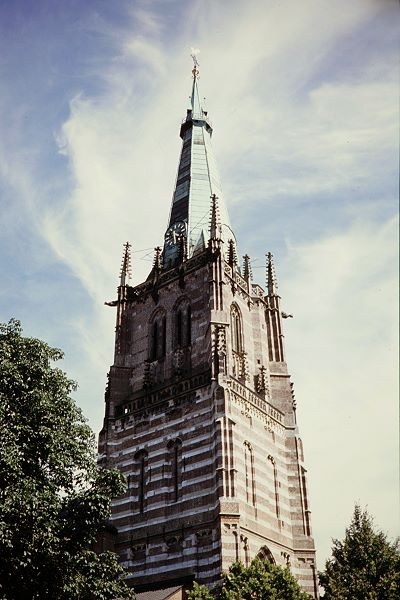
toren van de Sint-Lambertuskerk, Erkelenz

## Geboren
- 13 april - Johan II, hertog van Kleef
- 2 mei - Eleonora van Viseu, echtgenote van Johan II van Portugal
- 9 juli - Frederik van Baden, bisschop van Utrecht
- 11 juli - Kasper van Palts-Zweibrücken, Duits edelman
- 28 juli - Jacopo Sannazaro, Napolitaans dichter
- 3 oktober - Casimir de Heilige, Pools prins
- 16 oktober - Adolf II van Anhalt, Duits edelman
- Cornelis van Bergen, Bourgondisch legerleider
- Petrus Bonomo, Italiaans humanist
- Adriano di Castello, Italiaans kardinaal
- Willem II van Croÿ, Bourgondisch edelman
- Thomas Docwra, Engels riddermonnik
- Pietro di Francesco degli Orioli, Italiaans schilder

## Overleden
- 17 januari - Lodewijk I (55), landgraaf van Hessen
- 19 februari - Jan van Freiburg (61), Duits edelman
- 23 februari - Otto van Bronckhorst-Borculo (~65), Gelders edelman
- 20 maart - Eduard van Hoogwoud (~57), Hollands staatsman
- 22 maart - Anton van Vaudémont, Frans edelman
- 25 maart - Íñigo López de Mendoza (59), Castiliaans dichter en edelman
- 27 juni - Alfons V (~61), koning van Aragon (1416-1458) en Napels (1442-1458)\
- 15 juli - Bernhard II van Baden (~29), Duits edelman
- 28 juli - Jan II (40), koning van Cyprus (1432-1458)
- 6 augustus - Calixtus III (79), paus (1455-1458)
- 7 september - Maria van Castilië (57), echtgenote van Alfons V
- 1 oktober - Griete van Ahaus, Duits abdis
- 26 december - Arthur III (65), hertog van Bretagne (1457-1458)
- Johan II van Gemen (~78), Gelders edelman
- Jan van Heestert, Zuid-Nederlands dichter en kanunnik